# Списък с членове на AKB48
AKB48 е японска момичешка идол група, създадена през 2005 г. Към 1 септември 2015 г. групата се състои от 127 члена разделена между няколко отбора: Отбор A с 21 членове, Отбор К с 21 членове, Отбор B с 18 членове, Отбор 4 с 20 членове и Отбор 8 с 47 членове. Някои членове разполагат с едновременни позиции.

## Отбор A
Отбор А е свързан с розовия цвят.
- Мияби Ийно
- Манами Ичикава
- Анна Ирияма
- Карен Ивата
- Рина Каваей
- Нацуки Кожима
- Харуна Кожима
- Харуна Шимазаки
- Минами Такахаши
- Кайоко Такита
- Махико Тацуя
- Мегу Танигучи
- Чисато Наката
- Чийори Наканиши
- Марико Накамура
- Рена Нишияма
- Нана Фужита
- Нао Фурухата
- Ами Маеда
- Сакико Мацюи
- Сакура Мияваки
- Тому Митоу
- Аяка Морикава
- Фюко Ягура

## Отбор K
Отбор K е свързан със зеления цвят.
- Мое Айгаса
- Мария Абе
- Харука Ишида
- Мисаки Иваса
- Маюми Учида
- Рие Китахара
- Мако Кожима
- Харука Кодама
- Кана Кобаяши
- Мое Гото
- Харука Шимада
- Хинана Шимогучи
- Шишори Сузуки
- Мария Сузуки
- Юка Тано
- Мария Наго
- Джурина Мацуй
- Михо Миязаки
- Саяка Ямамамото
- Ами Юмото
- Юи Йокояма

## Отбор B
Отбор B е свързан със синия цвят.
- Рина Икома
- Рина Изута
- Нацуки Ючияма
- Аяно Юмета
- Риока Ошима
- Шизука Оя
- Нана Овада
- Маю Огасавара
- Юки Кашиваги
- Сая Кавамото
- Асука Кюрамочи
- Аки Такайо
- Джури Такахаши
- Мию Такеучи
- Мику Танабе
- Мио Томонага
- Вакана Натори
- Рена Нозава
- Хикари Нашимото
- Рина Хирата
- Сейна Фукуода
- Аери Йокошима
- Маю Ватанабе

## Отбор 4
Отбор 4 е свързан с жълтия цвят.
- Сахо Ивате
- Рио Окава
- Мию Омори
- Аяка Окада
- Нана Окада
- Рена Като
- Юрия Кизаки
- Саки Китазава
- Рихо Котани
- Марина Кобаяши
- Харука Комияма
- Юкари Сасаки
- Киара Сато
- Аяна Шинозаки
- Нагиса Шибуя
- Юрина Такашима
- Мизуки Цучияши
- Мики Нишимо
- Мицуки Мадеа
- Минами Минегиши
- Мион Мукачи
- Юири Мураяма
- Шинобу Моги

## Отбор 8
Отбор 8 е създаден през април 2014 г. и включва 47 членове, всеки от които представлява един от 47-те префектури на Япония. Техният цвят е сив.
- Нагиса Сакагучи
- Юи Йокояма
- Хижири Таникава
- Нанами Сато
- Цумуги Хаясака
- Акари Сато
- Касуми Моуги
- Рин Окабе
- Хитоми Хонда
- Мария Шимизу
- Аяне Такахаши
- Нанасе Йошикава
- Юи Огури
- Ерина Ода
- Шиори Сато
- Аяка Хидаритомо
- Нацуки Фужимура
- Юри Йокомичи
- Юна Хатори
- Ай Ямамото
- Харуна Хашимото
- Рейна Кита
- Курена Чо
- Моери Кондо
- Серика Нагано
- Нао Ота
- Нанами Ямада
- Рука Ямамото
- Момока Ониши
- Сайюна Хама
- Икуми Накано
- Мей Абе
- Котони Хитоми
- Юри Тани
- Мию Шиато
- Риона Хамацу
- Юрина Гиотен
- каору Такаока
- Нацуки Хиросе
- Юри Морикави
- Рена Фукучи
- Моека Иваси
- Наруми Курано
- Мию Йошино
- Мока Ягучи
- Карин Шимоаоки
- Рира Миязато